# X-Park Deodoro

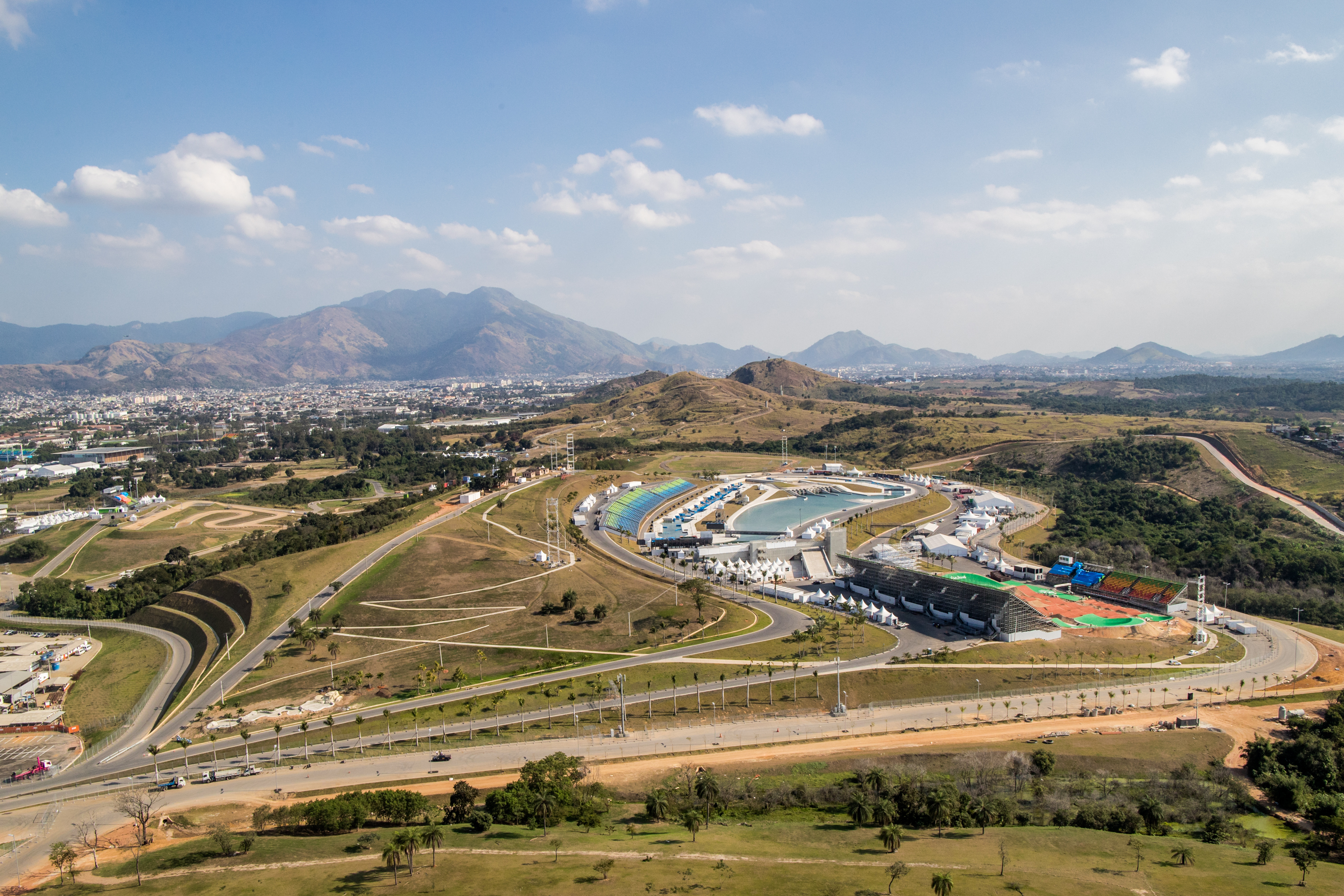
X-Park mit Mountainbike-Zielgelände links, Wildwasserstrecke rechts der Mitte und BMX-Anlage ganz rechts

Der X-Park Deodoro, auch Parque Radical do Rio, ist ein Sportpark mit zwei Radsportanlagen und einer Wildwasserstrecke im westlichen Stadtteil Deodoro von Rio de Janeiro, der für die Olympischen Sommerspiele 2016 angelegt worden ist. Der Park befindet sich in der Nähe einer Militärakademie, auf deren Gelände im Olympiapark Deodoro weitere Wettkämpfe in mehreren Sportarten stattfanden. In dem Park fanden die Wettkämpfe für BMX, Mountainbike und Kanuslalom statt. Nach den Spielen wurden die Anlagen – mit Ausnahme der von der Armee zur Verfügung gestellten Grundstücke für die BMX-Anlage – für die Bevölkerung als Sport- und Erholungsgebiet geöffnet.

## Sportstätten

### Mountainbike-Anlage

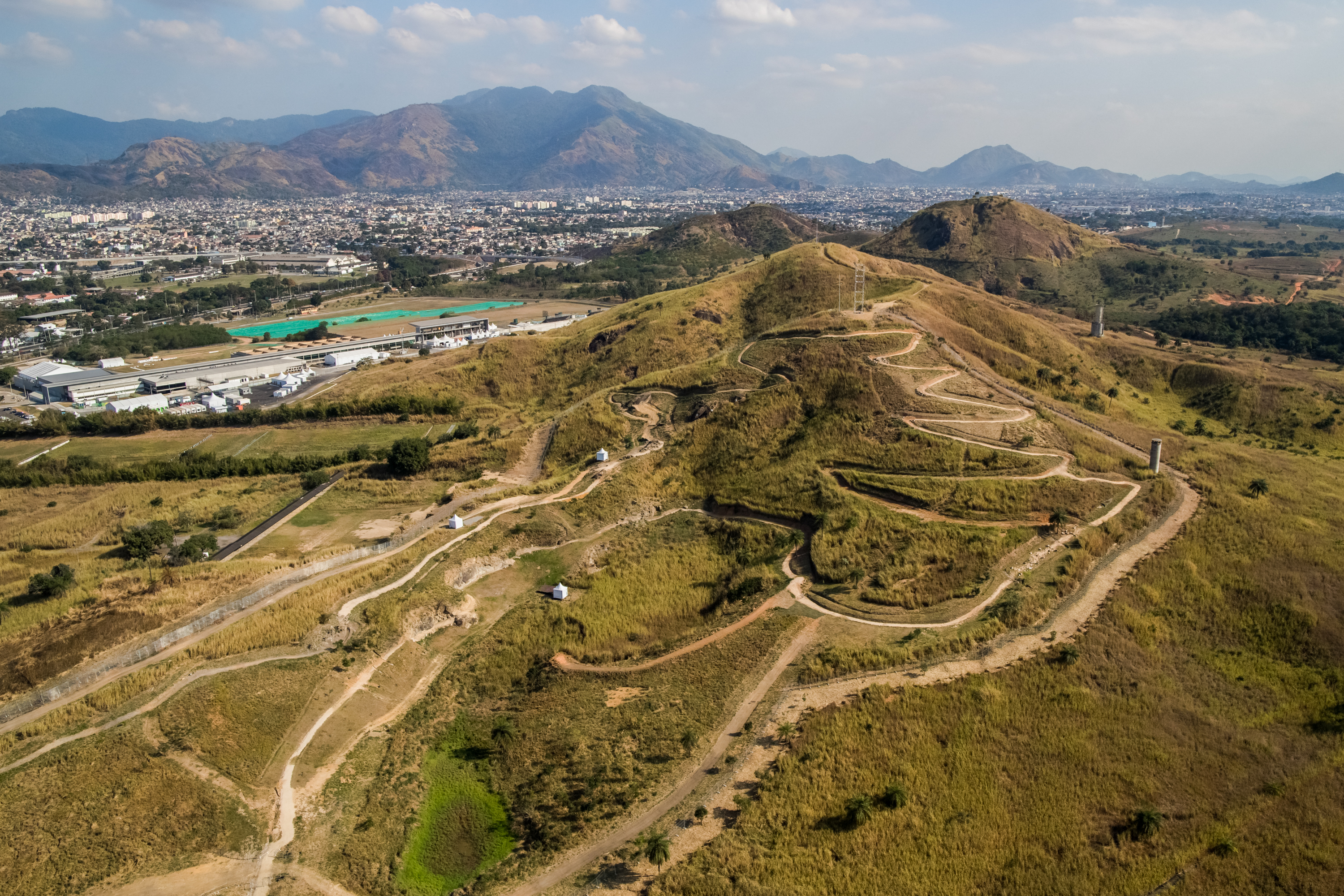
Mountainbike-Strecke am Morro do Jaques

Die 5440 Meter lange Strecke nahm mit ihren topographischen Hindernissen und steilen Abhängen beziehungsweise Anstiegen den größten Teil des X-Parks ein. Höchster Punkt war am 124 m hohen Morro do Jaques. Nach den Spielen wurde ein Teil der Strecke entfernt und dadurch eine kleinere Mountainbike-Strecke erstellt.

### BMX-Anlage
Auf einem 4000 Quadratmeter großen Areal befindet sich eine 400 Meter lange BMX-Strecke mit Sprüngen und scharfen Kurven. 

### Wildwasserstrecke

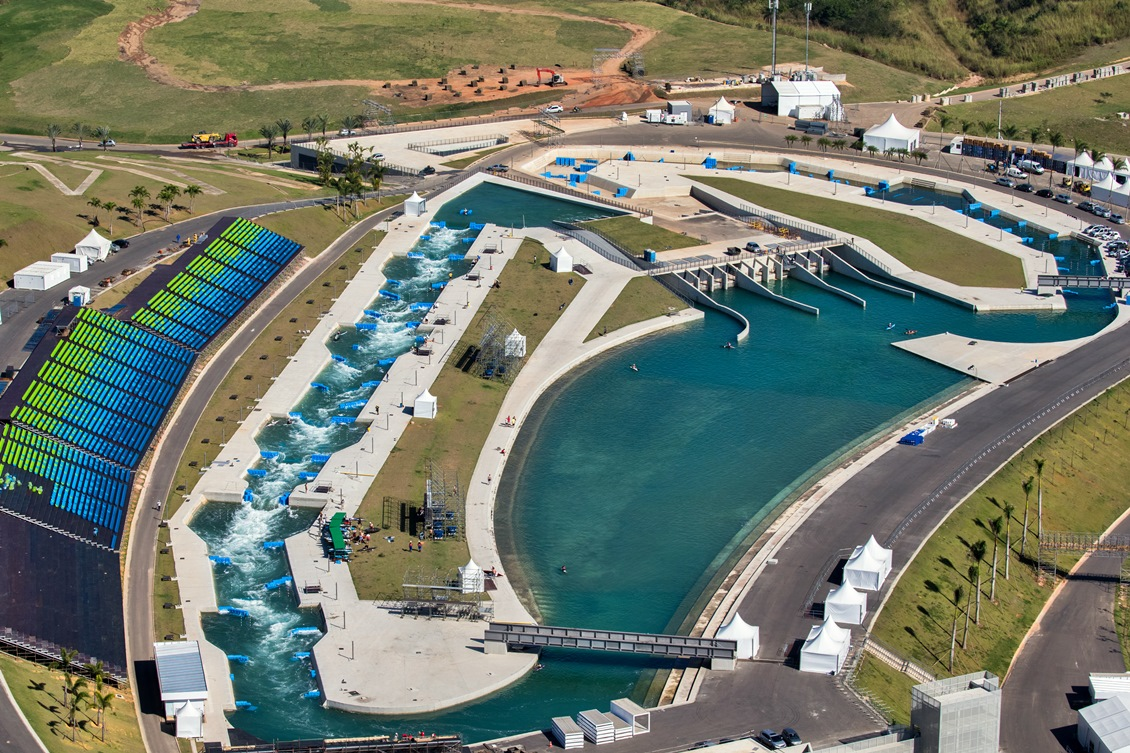
Wildwasserstrecke

Das Deodoro Olympic Whitewater Stadium umfasst eine 250 Meter lange Wettkampfstrecke und eine 200 Meter lange Trainingsstrecke für Kanuslalom. Das Wasser wurde mit Hilfe von insgesamt 7 Pumpen hochgepumpt. Die Anlage kostete etwa 45 Millionen US$.  
Der Höhenunterschied der 250 Meter langen Wettkampfstrecke beträgt 4,5 Meter, was einem Gefälle von 1,8 % entspricht. Die vier für diesen Streckenabschnitt zuständigen Pumpen erreichen eine Fördermenge von insgesamt 12 m³/s. Dieses entspricht der Wildwasserkategorie III-IV. Die Strecke ist mit Beleuchtung ausgestattet. Die Kajaks können über einen Kanulift wieder zum Start transportiert werden.  
Der Höhenunterschied beträgt bei der 200 Meter langen Trainingsstrecke 2 Meter, so dass ein durchschnittliches Gefälle von 1 % entsteht. Die Wassermenge von 10,5 m³/s wird von drei Pumpen zur Verfügung gestellt. Auf der Trainingsstrecke wird die Wildwasserkategorie II-III erreicht. Auch für die Trainingsstrecke ist ein Kanulift vorhanden.